# Claude Itzykson
Claude Itzykson (Parigi, 11 aprile 1938 – Parigi, 22 maggio 1995) è stato un fisico francese.

## Biografia
Separato dai suoi genitori a causa della guerra (il padre sparì in uno degli ultimi convogli verso un campo di concentramento nazista), fu allevato in un orfanotrofio ebreo a Maisons-Lafitte. Lì sviluppò uno spiccato gusto per la letteratura e le scienze.
Dopo gli studi effettuati prima presso il Liceo Condorcet, e dopo presso l'École polytechnique (diploma del 1957), entrò nel Servizio di Fisica Teorica del Commissariato per l'energia atomica e delle alte energie
a Saclay, allora diretta da Claude Bloch, dove svolgerà tutta la sua carriera.
Fu uno specialista della teoria quantistica dei campi e delle applicazioni della teoria dei gruppi alla fisica. In particolare, ha al suo attivo dei lavori che fecero epoca sulle simmetrie dell'atomo di idrogeno, sulla discretizzazione delle teorie di gauge su reticolo e la loro applicazione a problemi combinatori, sulle teorie dei campi conformi e loro classificazione.
In parallelo, fu anche un pedagogo infaticabile. Questo grazie ai suoi corsi in numerose università francesi e straniere, e grazie ai due libri: Quantum Field Theory e Statistical Field Theory.
Morì di cancro nel 1995, all'età di 57 anni.

## Pubblicazioni scelte
- Pair production in vacuum by an alternating field, con É. Brézin, Phys. Rev. D 2, (1970), 1191-1199
- Remarks about the existence of non-local charges in two-dimensional models, con É. Brézin, J. Zinn-Justin, J.-B. Zuber, Phys. Lett. B 82, (1979), 442-444
- Ising fermions, parties 1 et 2, Nuclear Physics B, tome 210, (1982), p. 448-476, p. 477-498
- Distribution of zeros in Ising and gauge models, con R. Pearson et J.-B. Zuber, Nuclear Physics B, tome 220, (1983), p. 415
- Fractal structure of zeros in hierarchical models, con B. Derrida et L. de Seze, Journal of Statistical Physics tome 33, (1983), p. 559-569
- Fermionic methods and Ising models in 3 Dimensions, Les Houches Lectures, tome 39, 1984, p. 559
- Density of states in the presence of a strong magnetic field and random impurities, con É. Brézin et D.J. Gross, Nucl. Phys. B 235 [FS11], (1984), 24-44
- Covariant differential equations and singular vectors in Virasoro representations, M. Bauer, P. Di Francesco, C. Itzykson, J.-B. Zuber, Nucl. Phys. B 362, (1991), 515-562
- Counting rational curves on rational surfaces, C. Itzykson, Int. J. Mod. Phys. B 8, (1994), 3703-3724
- Scientific publications of Claude Itzykson on INSPIRE-HEP